# Perlaki József (harsonaművész)
Perlaki József (Ózd, 1904. május 9. – 1984) magyar harsonaművész, tubaművész, pedagógus

## Életpályája
Tanulmányait 1928 és 1930 között Nemzeti Zenedében Romagnoli Ferencnél illetve  a budapesti Zeneművészeti Főiskolán Trebuss Pálnál folytatta.
1939 és 1968 között ő volt a Magyar Rádió Szimfonikus Zenekarának harsona-szólamvezetője. 1945 és 1982 között a Bartók Béla Zeneművészeti Szakközépiskola harsona-tuba tanára volt. 
Működött Svájcban, Hollandiában, Norvégiában és Svédországban.

## Művei
- Harsonaduók/ Trombone Duos. Editio Musica Budapest Zeneműkiadó, 1976 Közreadta Perlaki József. [1]